# 1991 LZ
1991 LZ är en asteroid i huvudbältet som upptäcktes den 14 juni 1991 av den amerikanska astronomen Eleanor F. Helin vid Palomarobservatoriet.
Asteroiden har en diameter på ungefär 4 kilometer.